# Piotr Stępień
Piotr Stępień (n. 24 octombrie 1963, Radomsko, Republica Populară Polonă, Polonia) este un luptător ce a reprezentat Polonia, medaliat olimpic. A participat la o ediție a Jocurilor Olimpice (1992) în care a câștigat o medalie de argint.

## Participări
Lista de mai jos prezintă principalele competiții la care a participat Piotr Stępień de-a lungul carierei.
- wrestling at the 1992 Summer Olympics – men's Greco-Roman 82 kg[*]